# 一頁書
一頁書，亦名「梵天」，外號有「百世經綸」、「邪心魔佛」、「暴力和尚」、「近神之神人」、「暴力書」、「三教最暴力的存在」。初次現身時，就被秦假仙戲稱「一夜輸」，是霹靂布袋戲之中的主要人物，在劇情中，與主角素還真同為正道的兩大支柱。

## 人物介紹

### 詩號
世事如棋，乾坤莫測，笑盡英雄。

魔化一頁書代表詩（霹靂震寰宇之兵甲龍痕第28集）：

六道同墜，魔劫萬千，引渡如來。

### 相關身份
一頁書為滅境儒聖、三天之一，苦境佛教高僧，亦名『梵天』，與滅境同修眾天、輔天並稱滅境三天，共同編著《明聖天書》、創世者、末世聖傳〈烈天真宗〉、無敵戰龍之龍心、人之最
首次出場於霹靂異數第16集。在劇情中屢次幫助素還真或攜手共同彌平武林狼煙、化解危機。

### 風格特色
身為佛門高僧，行事作風果決明快、妒惡如仇，鏟奸除惡，認為該殺則絕不手軟，素有『邪心魔佛』之稱

### 形象
一頁書在霹靂布袋戲中始終扮演著非常重要的角色，其智勇雙全的能力與以武林興亡為己任的態度讓許多人甘拜下風。

### 兵器
如是我斬、神凰

### 根據地
雲渡山、連天峰迴元洞

### 著作
明聖天書 (滅境三天合著)

### 所有物
天君絲、玉錦囊

### 特殊型態
- 魔化：
  - 如是我斬：一頁書於霹靂震寰宇之兵甲龍痕第28集入魔，舍利散盡成一頭黑髮，參雜部分白絲。額頭上有六字大明咒的「嗡」字。手持如是我斬，作風更加強硬。於霹靂經武紀之梟皇論戰第32集恢復正常。
- 意識散離：
  - 百世風霜：一頁書在霹靂俠影之轟定干戈與閻達激戰星雲河，之後雙雙意識散離，頭上舍利子散離變成白髮。額頭上的硃砂變成大日如來的種子字。
  - 血闇之力：一頁書於人覺自爆後引發血闇之力，最終犧牲自己以古微生蓮和血闇之力同封，最終撐持不住，石蓮爆炸，一頁書趁勢將力量引渡到上空，和血闇之力進行最後反抗，最後見到九天玄尊的意識後，吸收血闇之力，面容血絲遍布，殺性張狂，六親不認。
- 人之最：
  - 寄曇說：夸幻之父（浩星探龍）人之最的身體及一頁書的靈珠結合而成。
  - 近神人：一頁書融合血闇之力所呈現人之最完美的狀態，白髮飄逸、仙氣飄飄、實力強大，毀去了破壞神厄禍9成的元神，也因此讓厄禍百年內再難恢復。

## 人際關係
- 化身：紫錦囊、宇宙神知、創世狂人、罪惡之身、步懷真、問天敵 （假扮） 寄曇說 （以夸幻之父的軀體變化而成）、雲中獸
- 同修：眾天、輔天（與梵天合稱「滅境三天」）
- 徒弟：靈心異佛、業途靈、截顱、小無慾
- 隨從：跨限怒佛、悟僧癡迷
- 寵物：陽翼(金翅大鵬鳥)
- 好友：秦假仙、北冽鯨濤‧擎海潮、武皇、霧谷老人、海殤君、素還真、崎路人、葉小釵、歡喜佛、空劫、莫召奴、天魔、傲神州、醉劍東岳、劍子仙跡、 疏樓龍宿、佛劍分說、一步蓮華、蒼、九界佛皇、帝如來、風隨行...等

### 出退場（不計化身）
初登場：霹靂異數第16集
初退場：霹靂異數第33集（創世狂人肉身被八口山機關無形火燒死）
再退場：霹靂異數第32集（魂寄玉竹風，成為紫錦囊）
再登場：霹靂天闕第19集衍生樹的衍生石內復活
再退場：霹靂烽雲第03集，中邪靈之毒，毒發身亡
再登場：霹靂天命第01集，天河運棺後復生（肉身為衍生石孕育肉身）
再退場：霹靂狂刀第13集（死於七彩雲天的千子彈，梵天二進天河再蘊生機，元嬰化為宇宙神知）
再登場：霹靂幽靈箭第24集(之後霹靂風暴04聖珠離體化為創世狂人，風起雲湧二12化身罪惡之身，九皇座14化身步懷真，
霹靂迷城08化身偽問天敵）
再退場：龍戰八荒第15集(衍生石孕育肉身死於佛業雙身，魂識進入火宅佛獄以魔鍛佛)
再登場：龍戰八荒第40集（一頁書魂識與佛皇遺留十二神天守功體融合）
再退場：万堺塵濤27集遭斬斷一臂，崇玉旨用異法逐漸摧毀他的精氣神，到最後只剩一點靈氣，身體老化破敗而死，肉體遭解鋒鏑藉石龍之力羽化成靈珠
再登場：霹靂天命之仙魔鏖鋒貳‧斬魔錄25章 由吸收靈珠能量的夸幻之父被逆神暘一掌擊殺後，由靈珠延伸出寄曇說，最後寄曇說慷慨捨身，引出體內佛身舍利，一頁書終於重生

## 武學
| 【無使用紀錄】       |                             | |
| 名稱                 | 劇集                        | 簡介 |
| 倒踏蓮花             | 霹靂異數 第27集             | 半尺劍與一頁書論武，閃過一陽來復 |
| 雙瞳翦水             | 霹靂異數 第27集             | 半尺劍與一頁書論武，素女劍法招式，攻擊咽喉和心臟 |
| 金星掛角             | 霹靂異數 第27集             | 半尺劍與一頁書論武，擋住一瀉千里 |
| 童子拜佛             | 霹靂異數 第27集             | 半尺劍與一頁書論武，刺向心窩 |
| 傍手沉腰             | 霹靂異數 第27集             | 半尺劍與一頁書論武，擋住探喉腿 |
| 鐵頭頂               | 霹靂異數 第27集             | 半尺劍與一頁書論武，頂向八卦，一頁書還以破甲尖鋒七旋指 |
| 佛言枷鎖             | 霹靂劫 第10集               | 業途靈說明曾困在釋至明塔長貫河圖之中，並被此招鎖住筋脈 |
| 天路引歸之不凡聖功   | 霹靂劫（無集數）            | 梵天傳於大圓覺，大圓覺再傳與素續緣 |
| 千江萬流             | 霹靂幽靈箭 第 2 集          | 西丘百花居，雲岫君與海殤君談論梵天因龍草延行悟出了千江萬流 |
| 天地無極             | 霹靂幽靈箭 第 3 集          | 剋三途判之招，鬼王棺曾說梵天為練佛言枷鎖而自毀天地無極根基 |
| 天浪貫右             | 霹靂幽靈箭 第 4 集          | 海殤君說明與地雲行左合為天地無極，由右手無名指入氣 |
| 地雲行左             | 霹靂幽靈箭 第 4 集          | 海殤君說明與天浪貫右合為天地無極，由左手無名指入氣 |
| 【一頁書】           |                             | |
| 名稱                 | 劇集                        | 簡介 |
| 破甲尖鋒七旋指       | 霹靂異數 第23集             | 以此招穿透四獸人獸甲而殺之 |
| 一陽來復             | 霹靂異數 第27集             | 與半尺劍論武，出自千佛卷，直取中門 |
| 飛鶴沖天             | 霹靂異數 第27集             | 與半尺劍論武，避過雙瞳翦水 |
| 一瀉千里             | 霹靂異數 第27集             | 與半尺劍論武，直攻天靈 |
| 撥雲見月             | 霹靂異數 第27集             | 與半尺劍論武，撥開童子拜佛 |
| 探喉腿               | 霹靂異數 第27集             | 與半尺劍論武，踢向喉結 |
| 吸塵保元             | 霹靂異數 第32集             | 八口山、肉體焚化，軀體再造 |
| 佛體離異             | 霹靂異數 第32集             | 八口山、肉體焚化，軀體再造 |
| 鎖元手               | 霹靂紫脈線 第 5 集          | 帝王根自我犧牲，以此招鎖住其蔘氣 |
| 倒轉行氣             | 霹靂紫脈線 第20集           | 將面上毒斑吸回體內以謊騙武皇 |
| 天龍吼(千里碎腦神音) | 霹靂天命 第 5 集            | 擊殺幽靈手連帶造成千面石魔爆碎 |
| 鎖氣拋生             | 霹靂狂刀 第13集             | 奔至黃甫橋後自封畢生功力 |
| 笑盡英雄             | 霹靂幽靈箭Ⅱ 第13集          | 與素還真假意爭鬥，將其擊敗 |
| 鍛魔真火             | 霹靂英雄榜 第19集           | 貫入非常女腹中欲擊殺魔胎 |
| 菩薩印第十式         | 江湖血路 第 1 集            | 擊中蒙面偷襲群俠的聖法 |
| 古微生蓮             | 江湖血路 第20集             | 化出石蓮，連同醉劍東岳、傲神州一起包覆其中，免受天魔所害 |
| 掌坐明珠             | 風起雲湧 第10集             | 雲渡山擊飛索取刀劍而來的大愚先生 |
| 五蓮法指             | 霹靂兵燹 第 7 集            | 菩提界救世之招，波旬被吸往星雲河抵抗時曾使用此招 |
| 蓮華聖路開天光       | 霹靂兵燹 第 9 集            | 匯合四蓮之力的救世之招，擊退犴妖神、經天子 |
| 佛禪印               | 霹靂奇象 第35集             | 佛牒配合此招敗鬼梁天下，毀五大神器中的銳感之纓、撼穹之能、蒼天之行，同時減弱不解之護的能力                                                                                                |
| 焚業天雷             | 霹靂奇象 第37集             | 以此招破昭穆尊的雲龍斬天刃，絕招衝擊使得昭穆尊的不解之護現形 |
| 大乘一帆引           | 霹靂謎城 第39集             | 天荒山對上化身九章伏藏的彝燦天 |
| 梵字佛障             | 霹靂皇龍記 第 6 集          | 連發兩道掌氣形成屏障，阻止武林人士闖黃泉之門、輪迴之門 |
| 天關雙煉‧夜武一擊    | 霹靂皇龍記 第37集           | 此招用以刺激無名腦內天殘哭麻衣的腦識起仇恨憤怒之心 |
| 天關雙煉‧天墜殘陽    | 霹靂皇龍記 第37集           | 以此招作為與詭齡長生殿的終戰句點，並成功詐死以化消無名腦內的詛咒與仇恨 |
| 天路引歸‧不凡聖功    | 霹靂神州Ⅲ之天罪 第18集      | 以此招攻擊棄天帝展開驚世之決。 |
| 九梵神印             | 霹靂神州3之天罪 第18集      | 人間未有修習成功者，八部龍神火的前置招式，威力極強 |
| 八部龍神火           | 霹靂神州Ⅲ之天罪 第18集      | 近神之招；萬里狂沙重創棄天帝所依附的聖魔元胎軀體 |
| 十二神天守           | 霹靂震寰宇之兵甲龍痕 第1集  | 九界佛皇畢生修練之武學，近神之招；一頁書引佛業雙身至盤隱神宮，施展後吸收萬里狂沙中八部龍神火殘餘炎氣施展合招(十二神天守+九梵神印+八部龍神火;組成遇神殺神，遇邪剋邪的傳說之招)擊殺佛業雙身 |
| 迷途劃戒             | 霹靂震寰宇之兵甲龍痕 第31集 | 與北海鯨濤擎海潮於天地合對決時所用之招 |
| 【紫錦囊】           |                             | |
| 名稱                 | 劇集                        | 簡介 |
| 幻形引路             | 霹靂異數 第35集             | 以此招躲開太黃君的刀氣 |
| 一氣動山河           | 霹靂劫 第 7 集              | 雲渡山擊碎九惡道 |
| 大梵聖掌             | 霹靂劫 第15集               | 假意以此招攻擊集境四樓主無我相、尊天印、容正弘、渡岸舟，卻趁機脫逃 |
| 喚屍借體             | 霹靂劫 第22集               | 鬼王棺與業途靈研討中說出一頁書以此術法借用紫錦囊的屍體 |
| 【宇宙神知】         |                             | |
| 名稱                 | 劇集                        | 簡介 |
| 神氣逼人             | 霹靂狂刀 第39集             | 業途靈以他傳授的武功在猜心園外逼退黑暗六鷹 |
| 羅妖罩               | 霹靂狂刀 第43集             | 石筍尖以此法囚禁鬼王棺 |
| 佛天佛地佛海無邊     | 霹靂狂刀 第46集             | 業途靈以他傳授的武功殺退合修會眾人 |
| 浩瀚慈光             | 霹靂王朝 第 5 集            | 石筍尖以此招擊退鬼王棺 |
| 【創世狂人】         |                             | |
| 名稱                 | 劇集                        | 簡介 |
| 離首迴風             | 霹靂風暴 第 5 集            | 與風凝居士論道而後殺之，並將其徒改名截顱（非龍沐聖） |
| 創世刀法             | 霹靂風暴 第38集             | 受怒瀑精英影響殺了狼女而與傲笑紅塵發生衝突，激戰後不敵 |
| 登萍踏浪             | 創世狂人 第 9 集            | 群俠以輕功渡過海面到童觀欲救素續緣 |
| 蜃影千幻             | 創世狂人 第23集             | 高三甲和忍（盼夢圓）欲奪無名，使出此招擊退二人 |
| 九宵極動             | 創世狂人 第25集             | 以此招對上鳳眉尊者與龍眼佛的般若護摩炎而落敗 |
| 虹影非真             | 創世狂人 第48集             | 不夜天、以此招化出幻影再擊敗靛魂 |
| 【罪惡之身】         |                             | |
| 名稱                 | 劇集                        | 簡介 |
| 妙法蓮華渡慈航       | 風起雲湧Ⅱ 第28集            | 南柯夢地、以清聖佛法渡化窮八極，以得到神劍 |
| 【步懷真】           |                             | |
| 名稱                 | 劇集                        | 簡介 |
| 天罡佛印             | 萬里征途 第26集             | 鬼樓被破，身背洗骨初癒昏迷的素還真，使惡鬼難以近身 |
| 怒動風雲             | 萬里征途 第26集             | 以此招逼退鬼隱、瑤琴巧韻等邪能境高手 |
| 八方驚武             | 霹靂九皇座 第 1 集          | 妖刀界飛梭空渡、幻沙魘率眾持炫惑之盾而來，以此招攻擊卻毫無作用 |
| 佛言枷鎖             | 霹靂九皇座 第 7 集          | 以此招擊斃三名可再生的妖刀界魅靈女源 |
| 一氣動山河           | 霹靂九皇座 第 7 集          | 以此招擊向驤鐵，隨後逃離 |
| 菩提聖氣             | 霹靂九皇座 第 8 集          | 以此招攻擊玄掣、飛梭空渡、驤鐵，隨後逃離 |
| 紫氣千行             | 霹靂九皇座 第 9 集          | 妖后率大軍前來，以此招與之對戰 |
| 大梵聖掌             | 霹靂九皇座 第 9 集          | 妖后率大軍前來，以此招與之對戰 |
| 笑盡英雄             | 霹靂九皇座 第 9 集          | 以此招對戰妖后（冥輪法魁暗中相助），招畢步懷真的軀殼爆炸，現出真身 |
| 【問天敵】           |                             | |
| 名稱                 | 劇集                        | 簡介 |
| 天關雙煉‧天墜殘陽    | 霹靂謎城 第 9 集            | 斷極懸橋之下與昭穆尊合謀，擊傷尹秋君 |
| 天關雙煉‧屍血掌        | 霹靂謎城 第18集             | 詭冥石殿、以此招擊傷靛羽風蓮 |
| 天關雙煉‧水火同源    | 霹靂謎城 第23集             | 欲以此招破天荒不老城四能方陣不成 |
| 天關雙煉‧夜武一擊    | 霹靂謎城 第 9 集            | 斷極懸橋之下欲殺尹秋君，破化天凝掌 |
| 殺生滅道             | 霹靂謎城 第 9 集            | 斷極懸橋之下欲殺尹秋君，斷雲天極刃 |
| 天關雙煉‧夜武天火    | 霹靂謎城 第 9 集            | 斷極懸橋之下欲殺尹秋君，與之對戰之招 |
| 橫江鎖浪             | 霹靂謎城 第10集             | 與昭穆尊同上雲渡山，以此招與蒼對戰 |
| 【魔化一頁書】       |                             | |
| 名稱                 | 劇集                        | 簡介 |
| 迷徒劃戒             | 霹靂震寰宇之兵甲龍痕 第31集 | 與北海鯨濤擎海潮於天地合對決時所用之招 |
| 千江萬流             | 霹靂經武紀之梟皇論戰 第19集 | 與魔王子對戰時所用之招 |
| 八方驚武             | 霹靂經武紀之梟皇論戰 第20集 | 對上雲鼓雷峰高僧 |

## 外部連結
- 霹靂網（页面存档备份，存于）：霹靂官方網站